# Inundación del río Amarillo de 1938

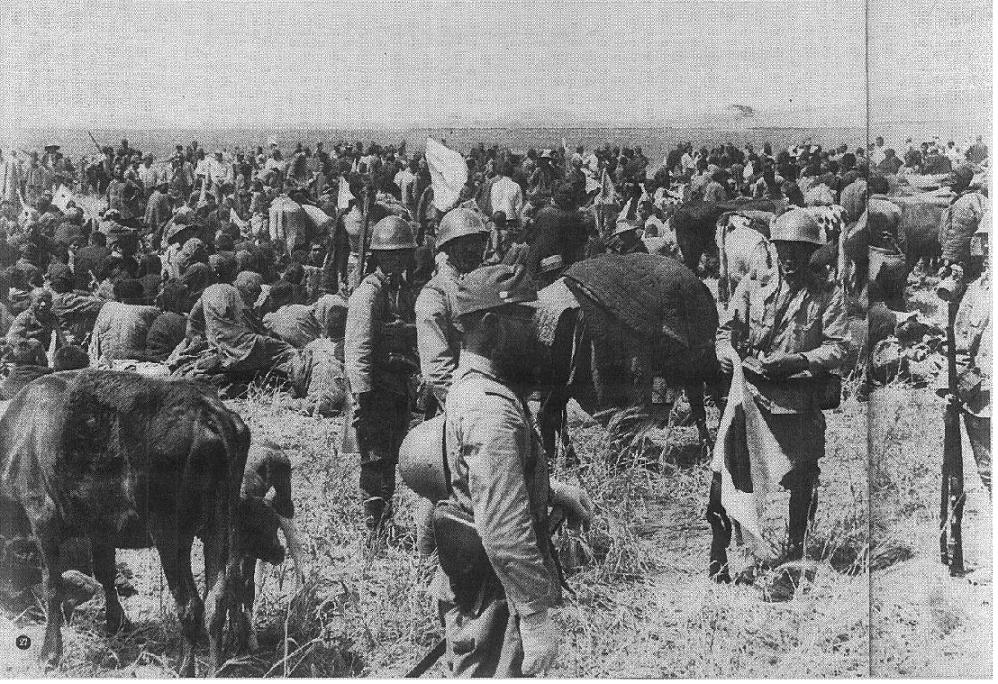
Rescate de la población china por el ejército japonés.

La inundación del río Amarillo de 1938 (en chino, 花园口决堤事件; pinyin, huāyuán kǒu juédī shìjiàn) fue una inundación provocada por el Gobierno nacionalista de China central durante las etapas iniciales de la segunda guerra sino-japonesa en un intento de frenar el rápido avance de las fuerzas japonesas. Ha sido llamado "el mayor acto bélico medioambiental de la historia".

## La decisión estratégica y la inundación
Tras la declaración de la segunda guerra sino-japonesa en 1937, el Ejército Imperial de Japón marchó rápidamente hacia el corazón del territorio chino. A la altura de junio de 1938, los japoneses tenían el control de toda la China del Norte. El 6 de junio capturaron Kaifeng, la capital de Henán, y amenazaban con tomarse Zhengzhou. Zhengzhou era la intersección de las arterias ferrocarrileras de Pinghan y Longhai, y los éxitos japoneses en Hubei habrían puesto en peligro las ciudades principales de Wuhan y Xi'an.
Para detener mayores avances japoneses hacia la parte occidental y meridional de China, Chiang Kai-shek, a sugerencia de Chen Guofu, determinó abrir los diques del río Amarillo cerca de Zhengzhou. El plan original era destruir el dique en Zhaokou, pero debido a las dificultades en el lugar el dique fue destruido el 5 y 7 de junio en Huayuankou, en la ribera sur. Las aguas fluyeron hacia Henan, Anhui, y Jiangsu. Las inundaciones cubrieron y destruyeron miles de kilómetros cuadrados de tierra cultivable y trasladaron la boca del río Amarillo cientos de millas hacia el sur. Miles de villorrios fueron inundados o destruidos y varios millones de habitantes desplazados de sus hogares y convertidos en refugiados. Una comisión oficial nacionalista de posguerra estimó que 800 000 se ahogaron, lo que podría ser un número pequeño.

## Controversia
El valor estratégico de la inundación ha sido cuestionado. Las tropas japonesas estaban fuera de su alcance, tanto hacia el norte y este como hacia el sur. Aunque su avance hacia Zhengzhou fue frenado, tomaron Wuhan en octubre  atacando desde una dirección diferente. Los japoneses no ocuparon gran parte de Henan hasta las postrimerías de la guerra y la conquista de Anhui y Jiangsu se mantuvo en un grado bajo. La mayoría de los pueblos y líneas de transporte en las áreas que fueron inundadas ya habían sido capturadas por los japoneses y después de la inundación el ejército nipón no pudo consolidar su control sobre ellas, además de que grandes regiones de la zona se convirtieron en territorio donde se puso en práctica la guerrilla. El número de bajas producto de la inundación permanece en debate y las estimaciones han sido revisadas por el gobierno chino y otros investigadores en las décadas posteriores al evento.

## Epílogo
Los diques fueron reconstruidos en 1946 y 1947 y el Río Amarillo retornó a su curso previo a 1938.